# Шахматы Фишера
|   | a | b | c | d | e | f | g | h |   |
| - | --- | --- | --- | --- | --- | --- | --- | --- | - |
| 8 | a8 чёрный слон · b8 чёрный конь · c8 чёрная ладья · d8 чёрный слон · e8 чёрный конь · f8 чёрный король · g8 чёрная ладья · h8 чёрный ферзь · a7 чёрная пешка · b7 чёрная пешка · c7 чёрная пешка · d7 чёрная пешка · e7 чёрная пешка · f7 чёрная пешка · g7 чёрная пешка · h7 чёрная пешка · a2 белая пешка · b2 белая пешка · c2 белая пешка · d2 белая пешка · e2 белая пешка · f2 белая пешка · g2 белая пешка · h2 белая пешка · a1 белый слон · b1 белый конь · c1 белая ладья · d1 белый слон · e1 белый конь · f1 белый король · g1 белая ладья · h1 белый ферзь | a8 чёрный слон · b8 чёрный конь · c8 чёрная ладья · d8 чёрный слон · e8 чёрный конь · f8 чёрный король · g8 чёрная ладья · h8 чёрный ферзь · a7 чёрная пешка · b7 чёрная пешка · c7 чёрная пешка · d7 чёрная пешка · e7 чёрная пешка · f7 чёрная пешка · g7 чёрная пешка · h7 чёрная пешка · a2 белая пешка · b2 белая пешка · c2 белая пешка · d2 белая пешка · e2 белая пешка · f2 белая пешка · g2 белая пешка · h2 белая пешка · a1 белый слон · b1 белый конь · c1 белая ладья · d1 белый слон · e1 белый конь · f1 белый король · g1 белая ладья · h1 белый ферзь | a8 чёрный слон · b8 чёрный конь · c8 чёрная ладья · d8 чёрный слон · e8 чёрный конь · f8 чёрный король · g8 чёрная ладья · h8 чёрный ферзь · a7 чёрная пешка · b7 чёрная пешка · c7 чёрная пешка · d7 чёрная пешка · e7 чёрная пешка · f7 чёрная пешка · g7 чёрная пешка · h7 чёрная пешка · a2 белая пешка · b2 белая пешка · c2 белая пешка · d2 белая пешка · e2 белая пешка · f2 белая пешка · g2 белая пешка · h2 белая пешка · a1 белый слон · b1 белый конь · c1 белая ладья · d1 белый слон · e1 белый конь · f1 белый король · g1 белая ладья · h1 белый ферзь | a8 чёрный слон · b8 чёрный конь · c8 чёрная ладья · d8 чёрный слон · e8 чёрный конь · f8 чёрный король · g8 чёрная ладья · h8 чёрный ферзь · a7 чёрная пешка · b7 чёрная пешка · c7 чёрная пешка · d7 чёрная пешка · e7 чёрная пешка · f7 чёрная пешка · g7 чёрная пешка · h7 чёрная пешка · a2 белая пешка · b2 белая пешка · c2 белая пешка · d2 белая пешка · e2 белая пешка · f2 белая пешка · g2 белая пешка · h2 белая пешка · a1 белый слон · b1 белый конь · c1 белая ладья · d1 белый слон · e1 белый конь · f1 белый король · g1 белая ладья · h1 белый ферзь | a8 чёрный слон · b8 чёрный конь · c8 чёрная ладья · d8 чёрный слон · e8 чёрный конь · f8 чёрный король · g8 чёрная ладья · h8 чёрный ферзь · a7 чёрная пешка · b7 чёрная пешка · c7 чёрная пешка · d7 чёрная пешка · e7 чёрная пешка · f7 чёрная пешка · g7 чёрная пешка · h7 чёрная пешка · a2 белая пешка · b2 белая пешка · c2 белая пешка · d2 белая пешка · e2 белая пешка · f2 белая пешка · g2 белая пешка · h2 белая пешка · a1 белый слон · b1 белый конь · c1 белая ладья · d1 белый слон · e1 белый конь · f1 белый король · g1 белая ладья · h1 белый ферзь | a8 чёрный слон · b8 чёрный конь · c8 чёрная ладья · d8 чёрный слон · e8 чёрный конь · f8 чёрный король · g8 чёрная ладья · h8 чёрный ферзь · a7 чёрная пешка · b7 чёрная пешка · c7 чёрная пешка · d7 чёрная пешка · e7 чёрная пешка · f7 чёрная пешка · g7 чёрная пешка · h7 чёрная пешка · a2 белая пешка · b2 белая пешка · c2 белая пешка · d2 белая пешка · e2 белая пешка · f2 белая пешка · g2 белая пешка · h2 белая пешка · a1 белый слон · b1 белый конь · c1 белая ладья · d1 белый слон · e1 белый конь · f1 белый король · g1 белая ладья · h1 белый ферзь | a8 чёрный слон · b8 чёрный конь · c8 чёрная ладья · d8 чёрный слон · e8 чёрный конь · f8 чёрный король · g8 чёрная ладья · h8 чёрный ферзь · a7 чёрная пешка · b7 чёрная пешка · c7 чёрная пешка · d7 чёрная пешка · e7 чёрная пешка · f7 чёрная пешка · g7 чёрная пешка · h7 чёрная пешка · a2 белая пешка · b2 белая пешка · c2 белая пешка · d2 белая пешка · e2 белая пешка · f2 белая пешка · g2 белая пешка · h2 белая пешка · a1 белый слон · b1 белый конь · c1 белая ладья · d1 белый слон · e1 белый конь · f1 белый король · g1 белая ладья · h1 белый ферзь | a8 чёрный слон · b8 чёрный конь · c8 чёрная ладья · d8 чёрный слон · e8 чёрный конь · f8 чёрный король · g8 чёрная ладья · h8 чёрный ферзь · a7 чёрная пешка · b7 чёрная пешка · c7 чёрная пешка · d7 чёрная пешка · e7 чёрная пешка · f7 чёрная пешка · g7 чёрная пешка · h7 чёрная пешка · a2 белая пешка · b2 белая пешка · c2 белая пешка · d2 белая пешка · e2 белая пешка · f2 белая пешка · g2 белая пешка · h2 белая пешка · a1 белый слон · b1 белый конь · c1 белая ладья · d1 белый слон · e1 белый конь · f1 белый король · g1 белая ладья · h1 белый ферзь | 8 |
| 7 | a8 чёрный слон · b8 чёрный конь · c8 чёрная ладья · d8 чёрный слон · e8 чёрный конь · f8 чёрный король · g8 чёрная ладья · h8 чёрный ферзь · a7 чёрная пешка · b7 чёрная пешка · c7 чёрная пешка · d7 чёрная пешка · e7 чёрная пешка · f7 чёрная пешка · g7 чёрная пешка · h7 чёрная пешка · a2 белая пешка · b2 белая пешка · c2 белая пешка · d2 белая пешка · e2 белая пешка · f2 белая пешка · g2 белая пешка · h2 белая пешка · a1 белый слон · b1 белый конь · c1 белая ладья · d1 белый слон · e1 белый конь · f1 белый король · g1 белая ладья · h1 белый ферзь | a8 чёрный слон · b8 чёрный конь · c8 чёрная ладья · d8 чёрный слон · e8 чёрный конь · f8 чёрный король · g8 чёрная ладья · h8 чёрный ферзь · a7 чёрная пешка · b7 чёрная пешка · c7 чёрная пешка · d7 чёрная пешка · e7 чёрная пешка · f7 чёрная пешка · g7 чёрная пешка · h7 чёрная пешка · a2 белая пешка · b2 белая пешка · c2 белая пешка · d2 белая пешка · e2 белая пешка · f2 белая пешка · g2 белая пешка · h2 белая пешка · a1 белый слон · b1 белый конь · c1 белая ладья · d1 белый слон · e1 белый конь · f1 белый король · g1 белая ладья · h1 белый ферзь | a8 чёрный слон · b8 чёрный конь · c8 чёрная ладья · d8 чёрный слон · e8 чёрный конь · f8 чёрный король · g8 чёрная ладья · h8 чёрный ферзь · a7 чёрная пешка · b7 чёрная пешка · c7 чёрная пешка · d7 чёрная пешка · e7 чёрная пешка · f7 чёрная пешка · g7 чёрная пешка · h7 чёрная пешка · a2 белая пешка · b2 белая пешка · c2 белая пешка · d2 белая пешка · e2 белая пешка · f2 белая пешка · g2 белая пешка · h2 белая пешка · a1 белый слон · b1 белый конь · c1 белая ладья · d1 белый слон · e1 белый конь · f1 белый король · g1 белая ладья · h1 белый ферзь | a8 чёрный слон · b8 чёрный конь · c8 чёрная ладья · d8 чёрный слон · e8 чёрный конь · f8 чёрный король · g8 чёрная ладья · h8 чёрный ферзь · a7 чёрная пешка · b7 чёрная пешка · c7 чёрная пешка · d7 чёрная пешка · e7 чёрная пешка · f7 чёрная пешка · g7 чёрная пешка · h7 чёрная пешка · a2 белая пешка · b2 белая пешка · c2 белая пешка · d2 белая пешка · e2 белая пешка · f2 белая пешка · g2 белая пешка · h2 белая пешка · a1 белый слон · b1 белый конь · c1 белая ладья · d1 белый слон · e1 белый конь · f1 белый король · g1 белая ладья · h1 белый ферзь | a8 чёрный слон · b8 чёрный конь · c8 чёрная ладья · d8 чёрный слон · e8 чёрный конь · f8 чёрный король · g8 чёрная ладья · h8 чёрный ферзь · a7 чёрная пешка · b7 чёрная пешка · c7 чёрная пешка · d7 чёрная пешка · e7 чёрная пешка · f7 чёрная пешка · g7 чёрная пешка · h7 чёрная пешка · a2 белая пешка · b2 белая пешка · c2 белая пешка · d2 белая пешка · e2 белая пешка · f2 белая пешка · g2 белая пешка · h2 белая пешка · a1 белый слон · b1 белый конь · c1 белая ладья · d1 белый слон · e1 белый конь · f1 белый король · g1 белая ладья · h1 белый ферзь | a8 чёрный слон · b8 чёрный конь · c8 чёрная ладья · d8 чёрный слон · e8 чёрный конь · f8 чёрный король · g8 чёрная ладья · h8 чёрный ферзь · a7 чёрная пешка · b7 чёрная пешка · c7 чёрная пешка · d7 чёрная пешка · e7 чёрная пешка · f7 чёрная пешка · g7 чёрная пешка · h7 чёрная пешка · a2 белая пешка · b2 белая пешка · c2 белая пешка · d2 белая пешка · e2 белая пешка · f2 белая пешка · g2 белая пешка · h2 белая пешка · a1 белый слон · b1 белый конь · c1 белая ладья · d1 белый слон · e1 белый конь · f1 белый король · g1 белая ладья · h1 белый ферзь | a8 чёрный слон · b8 чёрный конь · c8 чёрная ладья · d8 чёрный слон · e8 чёрный конь · f8 чёрный король · g8 чёрная ладья · h8 чёрный ферзь · a7 чёрная пешка · b7 чёрная пешка · c7 чёрная пешка · d7 чёрная пешка · e7 чёрная пешка · f7 чёрная пешка · g7 чёрная пешка · h7 чёрная пешка · a2 белая пешка · b2 белая пешка · c2 белая пешка · d2 белая пешка · e2 белая пешка · f2 белая пешка · g2 белая пешка · h2 белая пешка · a1 белый слон · b1 белый конь · c1 белая ладья · d1 белый слон · e1 белый конь · f1 белый король · g1 белая ладья · h1 белый ферзь | a8 чёрный слон · b8 чёрный конь · c8 чёрная ладья · d8 чёрный слон · e8 чёрный конь · f8 чёрный король · g8 чёрная ладья · h8 чёрный ферзь · a7 чёрная пешка · b7 чёрная пешка · c7 чёрная пешка · d7 чёрная пешка · e7 чёрная пешка · f7 чёрная пешка · g7 чёрная пешка · h7 чёрная пешка · a2 белая пешка · b2 белая пешка · c2 белая пешка · d2 белая пешка · e2 белая пешка · f2 белая пешка · g2 белая пешка · h2 белая пешка · a1 белый слон · b1 белый конь · c1 белая ладья · d1 белый слон · e1 белый конь · f1 белый король · g1 белая ладья · h1 белый ферзь | 7 |
| 6 | a8 чёрный слон · b8 чёрный конь · c8 чёрная ладья · d8 чёрный слон · e8 чёрный конь · f8 чёрный король · g8 чёрная ладья · h8 чёрный ферзь · a7 чёрная пешка · b7 чёрная пешка · c7 чёрная пешка · d7 чёрная пешка · e7 чёрная пешка · f7 чёрная пешка · g7 чёрная пешка · h7 чёрная пешка · a2 белая пешка · b2 белая пешка · c2 белая пешка · d2 белая пешка · e2 белая пешка · f2 белая пешка · g2 белая пешка · h2 белая пешка · a1 белый слон · b1 белый конь · c1 белая ладья · d1 белый слон · e1 белый конь · f1 белый король · g1 белая ладья · h1 белый ферзь | a8 чёрный слон · b8 чёрный конь · c8 чёрная ладья · d8 чёрный слон · e8 чёрный конь · f8 чёрный король · g8 чёрная ладья · h8 чёрный ферзь · a7 чёрная пешка · b7 чёрная пешка · c7 чёрная пешка · d7 чёрная пешка · e7 чёрная пешка · f7 чёрная пешка · g7 чёрная пешка · h7 чёрная пешка · a2 белая пешка · b2 белая пешка · c2 белая пешка · d2 белая пешка · e2 белая пешка · f2 белая пешка · g2 белая пешка · h2 белая пешка · a1 белый слон · b1 белый конь · c1 белая ладья · d1 белый слон · e1 белый конь · f1 белый король · g1 белая ладья · h1 белый ферзь | a8 чёрный слон · b8 чёрный конь · c8 чёрная ладья · d8 чёрный слон · e8 чёрный конь · f8 чёрный король · g8 чёрная ладья · h8 чёрный ферзь · a7 чёрная пешка · b7 чёрная пешка · c7 чёрная пешка · d7 чёрная пешка · e7 чёрная пешка · f7 чёрная пешка · g7 чёрная пешка · h7 чёрная пешка · a2 белая пешка · b2 белая пешка · c2 белая пешка · d2 белая пешка · e2 белая пешка · f2 белая пешка · g2 белая пешка · h2 белая пешка · a1 белый слон · b1 белый конь · c1 белая ладья · d1 белый слон · e1 белый конь · f1 белый король · g1 белая ладья · h1 белый ферзь | a8 чёрный слон · b8 чёрный конь · c8 чёрная ладья · d8 чёрный слон · e8 чёрный конь · f8 чёрный король · g8 чёрная ладья · h8 чёрный ферзь · a7 чёрная пешка · b7 чёрная пешка · c7 чёрная пешка · d7 чёрная пешка · e7 чёрная пешка · f7 чёрная пешка · g7 чёрная пешка · h7 чёрная пешка · a2 белая пешка · b2 белая пешка · c2 белая пешка · d2 белая пешка · e2 белая пешка · f2 белая пешка · g2 белая пешка · h2 белая пешка · a1 белый слон · b1 белый конь · c1 белая ладья · d1 белый слон · e1 белый конь · f1 белый король · g1 белая ладья · h1 белый ферзь | a8 чёрный слон · b8 чёрный конь · c8 чёрная ладья · d8 чёрный слон · e8 чёрный конь · f8 чёрный король · g8 чёрная ладья · h8 чёрный ферзь · a7 чёрная пешка · b7 чёрная пешка · c7 чёрная пешка · d7 чёрная пешка · e7 чёрная пешка · f7 чёрная пешка · g7 чёрная пешка · h7 чёрная пешка · a2 белая пешка · b2 белая пешка · c2 белая пешка · d2 белая пешка · e2 белая пешка · f2 белая пешка · g2 белая пешка · h2 белая пешка · a1 белый слон · b1 белый конь · c1 белая ладья · d1 белый слон · e1 белый конь · f1 белый король · g1 белая ладья · h1 белый ферзь | a8 чёрный слон · b8 чёрный конь · c8 чёрная ладья · d8 чёрный слон · e8 чёрный конь · f8 чёрный король · g8 чёрная ладья · h8 чёрный ферзь · a7 чёрная пешка · b7 чёрная пешка · c7 чёрная пешка · d7 чёрная пешка · e7 чёрная пешка · f7 чёрная пешка · g7 чёрная пешка · h7 чёрная пешка · a2 белая пешка · b2 белая пешка · c2 белая пешка · d2 белая пешка · e2 белая пешка · f2 белая пешка · g2 белая пешка · h2 белая пешка · a1 белый слон · b1 белый конь · c1 белая ладья · d1 белый слон · e1 белый конь · f1 белый король · g1 белая ладья · h1 белый ферзь | a8 чёрный слон · b8 чёрный конь · c8 чёрная ладья · d8 чёрный слон · e8 чёрный конь · f8 чёрный король · g8 чёрная ладья · h8 чёрный ферзь · a7 чёрная пешка · b7 чёрная пешка · c7 чёрная пешка · d7 чёрная пешка · e7 чёрная пешка · f7 чёрная пешка · g7 чёрная пешка · h7 чёрная пешка · a2 белая пешка · b2 белая пешка · c2 белая пешка · d2 белая пешка · e2 белая пешка · f2 белая пешка · g2 белая пешка · h2 белая пешка · a1 белый слон · b1 белый конь · c1 белая ладья · d1 белый слон · e1 белый конь · f1 белый король · g1 белая ладья · h1 белый ферзь | a8 чёрный слон · b8 чёрный конь · c8 чёрная ладья · d8 чёрный слон · e8 чёрный конь · f8 чёрный король · g8 чёрная ладья · h8 чёрный ферзь · a7 чёрная пешка · b7 чёрная пешка · c7 чёрная пешка · d7 чёрная пешка · e7 чёрная пешка · f7 чёрная пешка · g7 чёрная пешка · h7 чёрная пешка · a2 белая пешка · b2 белая пешка · c2 белая пешка · d2 белая пешка · e2 белая пешка · f2 белая пешка · g2 белая пешка · h2 белая пешка · a1 белый слон · b1 белый конь · c1 белая ладья · d1 белый слон · e1 белый конь · f1 белый король · g1 белая ладья · h1 белый ферзь | 6 |
| 5 | a8 чёрный слон · b8 чёрный конь · c8 чёрная ладья · d8 чёрный слон · e8 чёрный конь · f8 чёрный король · g8 чёрная ладья · h8 чёрный ферзь · a7 чёрная пешка · b7 чёрная пешка · c7 чёрная пешка · d7 чёрная пешка · e7 чёрная пешка · f7 чёрная пешка · g7 чёрная пешка · h7 чёрная пешка · a2 белая пешка · b2 белая пешка · c2 белая пешка · d2 белая пешка · e2 белая пешка · f2 белая пешка · g2 белая пешка · h2 белая пешка · a1 белый слон · b1 белый конь · c1 белая ладья · d1 белый слон · e1 белый конь · f1 белый король · g1 белая ладья · h1 белый ферзь | a8 чёрный слон · b8 чёрный конь · c8 чёрная ладья · d8 чёрный слон · e8 чёрный конь · f8 чёрный король · g8 чёрная ладья · h8 чёрный ферзь · a7 чёрная пешка · b7 чёрная пешка · c7 чёрная пешка · d7 чёрная пешка · e7 чёрная пешка · f7 чёрная пешка · g7 чёрная пешка · h7 чёрная пешка · a2 белая пешка · b2 белая пешка · c2 белая пешка · d2 белая пешка · e2 белая пешка · f2 белая пешка · g2 белая пешка · h2 белая пешка · a1 белый слон · b1 белый конь · c1 белая ладья · d1 белый слон · e1 белый конь · f1 белый король · g1 белая ладья · h1 белый ферзь | a8 чёрный слон · b8 чёрный конь · c8 чёрная ладья · d8 чёрный слон · e8 чёрный конь · f8 чёрный король · g8 чёрная ладья · h8 чёрный ферзь · a7 чёрная пешка · b7 чёрная пешка · c7 чёрная пешка · d7 чёрная пешка · e7 чёрная пешка · f7 чёрная пешка · g7 чёрная пешка · h7 чёрная пешка · a2 белая пешка · b2 белая пешка · c2 белая пешка · d2 белая пешка · e2 белая пешка · f2 белая пешка · g2 белая пешка · h2 белая пешка · a1 белый слон · b1 белый конь · c1 белая ладья · d1 белый слон · e1 белый конь · f1 белый король · g1 белая ладья · h1 белый ферзь | a8 чёрный слон · b8 чёрный конь · c8 чёрная ладья · d8 чёрный слон · e8 чёрный конь · f8 чёрный король · g8 чёрная ладья · h8 чёрный ферзь · a7 чёрная пешка · b7 чёрная пешка · c7 чёрная пешка · d7 чёрная пешка · e7 чёрная пешка · f7 чёрная пешка · g7 чёрная пешка · h7 чёрная пешка · a2 белая пешка · b2 белая пешка · c2 белая пешка · d2 белая пешка · e2 белая пешка · f2 белая пешка · g2 белая пешка · h2 белая пешка · a1 белый слон · b1 белый конь · c1 белая ладья · d1 белый слон · e1 белый конь · f1 белый король · g1 белая ладья · h1 белый ферзь | a8 чёрный слон · b8 чёрный конь · c8 чёрная ладья · d8 чёрный слон · e8 чёрный конь · f8 чёрный король · g8 чёрная ладья · h8 чёрный ферзь · a7 чёрная пешка · b7 чёрная пешка · c7 чёрная пешка · d7 чёрная пешка · e7 чёрная пешка · f7 чёрная пешка · g7 чёрная пешка · h7 чёрная пешка · a2 белая пешка · b2 белая пешка · c2 белая пешка · d2 белая пешка · e2 белая пешка · f2 белая пешка · g2 белая пешка · h2 белая пешка · a1 белый слон · b1 белый конь · c1 белая ладья · d1 белый слон · e1 белый конь · f1 белый король · g1 белая ладья · h1 белый ферзь | a8 чёрный слон · b8 чёрный конь · c8 чёрная ладья · d8 чёрный слон · e8 чёрный конь · f8 чёрный король · g8 чёрная ладья · h8 чёрный ферзь · a7 чёрная пешка · b7 чёрная пешка · c7 чёрная пешка · d7 чёрная пешка · e7 чёрная пешка · f7 чёрная пешка · g7 чёрная пешка · h7 чёрная пешка · a2 белая пешка · b2 белая пешка · c2 белая пешка · d2 белая пешка · e2 белая пешка · f2 белая пешка · g2 белая пешка · h2 белая пешка · a1 белый слон · b1 белый конь · c1 белая ладья · d1 белый слон · e1 белый конь · f1 белый король · g1 белая ладья · h1 белый ферзь | a8 чёрный слон · b8 чёрный конь · c8 чёрная ладья · d8 чёрный слон · e8 чёрный конь · f8 чёрный король · g8 чёрная ладья · h8 чёрный ферзь · a7 чёрная пешка · b7 чёрная пешка · c7 чёрная пешка · d7 чёрная пешка · e7 чёрная пешка · f7 чёрная пешка · g7 чёрная пешка · h7 чёрная пешка · a2 белая пешка · b2 белая пешка · c2 белая пешка · d2 белая пешка · e2 белая пешка · f2 белая пешка · g2 белая пешка · h2 белая пешка · a1 белый слон · b1 белый конь · c1 белая ладья · d1 белый слон · e1 белый конь · f1 белый король · g1 белая ладья · h1 белый ферзь | a8 чёрный слон · b8 чёрный конь · c8 чёрная ладья · d8 чёрный слон · e8 чёрный конь · f8 чёрный король · g8 чёрная ладья · h8 чёрный ферзь · a7 чёрная пешка · b7 чёрная пешка · c7 чёрная пешка · d7 чёрная пешка · e7 чёрная пешка · f7 чёрная пешка · g7 чёрная пешка · h7 чёрная пешка · a2 белая пешка · b2 белая пешка · c2 белая пешка · d2 белая пешка · e2 белая пешка · f2 белая пешка · g2 белая пешка · h2 белая пешка · a1 белый слон · b1 белый конь · c1 белая ладья · d1 белый слон · e1 белый конь · f1 белый король · g1 белая ладья · h1 белый ферзь | 5 |
| 4 | a8 чёрный слон · b8 чёрный конь · c8 чёрная ладья · d8 чёрный слон · e8 чёрный конь · f8 чёрный король · g8 чёрная ладья · h8 чёрный ферзь · a7 чёрная пешка · b7 чёрная пешка · c7 чёрная пешка · d7 чёрная пешка · e7 чёрная пешка · f7 чёрная пешка · g7 чёрная пешка · h7 чёрная пешка · a2 белая пешка · b2 белая пешка · c2 белая пешка · d2 белая пешка · e2 белая пешка · f2 белая пешка · g2 белая пешка · h2 белая пешка · a1 белый слон · b1 белый конь · c1 белая ладья · d1 белый слон · e1 белый конь · f1 белый король · g1 белая ладья · h1 белый ферзь | a8 чёрный слон · b8 чёрный конь · c8 чёрная ладья · d8 чёрный слон · e8 чёрный конь · f8 чёрный король · g8 чёрная ладья · h8 чёрный ферзь · a7 чёрная пешка · b7 чёрная пешка · c7 чёрная пешка · d7 чёрная пешка · e7 чёрная пешка · f7 чёрная пешка · g7 чёрная пешка · h7 чёрная пешка · a2 белая пешка · b2 белая пешка · c2 белая пешка · d2 белая пешка · e2 белая пешка · f2 белая пешка · g2 белая пешка · h2 белая пешка · a1 белый слон · b1 белый конь · c1 белая ладья · d1 белый слон · e1 белый конь · f1 белый король · g1 белая ладья · h1 белый ферзь | a8 чёрный слон · b8 чёрный конь · c8 чёрная ладья · d8 чёрный слон · e8 чёрный конь · f8 чёрный король · g8 чёрная ладья · h8 чёрный ферзь · a7 чёрная пешка · b7 чёрная пешка · c7 чёрная пешка · d7 чёрная пешка · e7 чёрная пешка · f7 чёрная пешка · g7 чёрная пешка · h7 чёрная пешка · a2 белая пешка · b2 белая пешка · c2 белая пешка · d2 белая пешка · e2 белая пешка · f2 белая пешка · g2 белая пешка · h2 белая пешка · a1 белый слон · b1 белый конь · c1 белая ладья · d1 белый слон · e1 белый конь · f1 белый король · g1 белая ладья · h1 белый ферзь | a8 чёрный слон · b8 чёрный конь · c8 чёрная ладья · d8 чёрный слон · e8 чёрный конь · f8 чёрный король · g8 чёрная ладья · h8 чёрный ферзь · a7 чёрная пешка · b7 чёрная пешка · c7 чёрная пешка · d7 чёрная пешка · e7 чёрная пешка · f7 чёрная пешка · g7 чёрная пешка · h7 чёрная пешка · a2 белая пешка · b2 белая пешка · c2 белая пешка · d2 белая пешка · e2 белая пешка · f2 белая пешка · g2 белая пешка · h2 белая пешка · a1 белый слон · b1 белый конь · c1 белая ладья · d1 белый слон · e1 белый конь · f1 белый король · g1 белая ладья · h1 белый ферзь | a8 чёрный слон · b8 чёрный конь · c8 чёрная ладья · d8 чёрный слон · e8 чёрный конь · f8 чёрный король · g8 чёрная ладья · h8 чёрный ферзь · a7 чёрная пешка · b7 чёрная пешка · c7 чёрная пешка · d7 чёрная пешка · e7 чёрная пешка · f7 чёрная пешка · g7 чёрная пешка · h7 чёрная пешка · a2 белая пешка · b2 белая пешка · c2 белая пешка · d2 белая пешка · e2 белая пешка · f2 белая пешка · g2 белая пешка · h2 белая пешка · a1 белый слон · b1 белый конь · c1 белая ладья · d1 белый слон · e1 белый конь · f1 белый король · g1 белая ладья · h1 белый ферзь | a8 чёрный слон · b8 чёрный конь · c8 чёрная ладья · d8 чёрный слон · e8 чёрный конь · f8 чёрный король · g8 чёрная ладья · h8 чёрный ферзь · a7 чёрная пешка · b7 чёрная пешка · c7 чёрная пешка · d7 чёрная пешка · e7 чёрная пешка · f7 чёрная пешка · g7 чёрная пешка · h7 чёрная пешка · a2 белая пешка · b2 белая пешка · c2 белая пешка · d2 белая пешка · e2 белая пешка · f2 белая пешка · g2 белая пешка · h2 белая пешка · a1 белый слон · b1 белый конь · c1 белая ладья · d1 белый слон · e1 белый конь · f1 белый король · g1 белая ладья · h1 белый ферзь | a8 чёрный слон · b8 чёрный конь · c8 чёрная ладья · d8 чёрный слон · e8 чёрный конь · f8 чёрный король · g8 чёрная ладья · h8 чёрный ферзь · a7 чёрная пешка · b7 чёрная пешка · c7 чёрная пешка · d7 чёрная пешка · e7 чёрная пешка · f7 чёрная пешка · g7 чёрная пешка · h7 чёрная пешка · a2 белая пешка · b2 белая пешка · c2 белая пешка · d2 белая пешка · e2 белая пешка · f2 белая пешка · g2 белая пешка · h2 белая пешка · a1 белый слон · b1 белый конь · c1 белая ладья · d1 белый слон · e1 белый конь · f1 белый король · g1 белая ладья · h1 белый ферзь | a8 чёрный слон · b8 чёрный конь · c8 чёрная ладья · d8 чёрный слон · e8 чёрный конь · f8 чёрный король · g8 чёрная ладья · h8 чёрный ферзь · a7 чёрная пешка · b7 чёрная пешка · c7 чёрная пешка · d7 чёрная пешка · e7 чёрная пешка · f7 чёрная пешка · g7 чёрная пешка · h7 чёрная пешка · a2 белая пешка · b2 белая пешка · c2 белая пешка · d2 белая пешка · e2 белая пешка · f2 белая пешка · g2 белая пешка · h2 белая пешка · a1 белый слон · b1 белый конь · c1 белая ладья · d1 белый слон · e1 белый конь · f1 белый король · g1 белая ладья · h1 белый ферзь | 4 |
| 3 | a8 чёрный слон · b8 чёрный конь · c8 чёрная ладья · d8 чёрный слон · e8 чёрный конь · f8 чёрный король · g8 чёрная ладья · h8 чёрный ферзь · a7 чёрная пешка · b7 чёрная пешка · c7 чёрная пешка · d7 чёрная пешка · e7 чёрная пешка · f7 чёрная пешка · g7 чёрная пешка · h7 чёрная пешка · a2 белая пешка · b2 белая пешка · c2 белая пешка · d2 белая пешка · e2 белая пешка · f2 белая пешка · g2 белая пешка · h2 белая пешка · a1 белый слон · b1 белый конь · c1 белая ладья · d1 белый слон · e1 белый конь · f1 белый король · g1 белая ладья · h1 белый ферзь | a8 чёрный слон · b8 чёрный конь · c8 чёрная ладья · d8 чёрный слон · e8 чёрный конь · f8 чёрный король · g8 чёрная ладья · h8 чёрный ферзь · a7 чёрная пешка · b7 чёрная пешка · c7 чёрная пешка · d7 чёрная пешка · e7 чёрная пешка · f7 чёрная пешка · g7 чёрная пешка · h7 чёрная пешка · a2 белая пешка · b2 белая пешка · c2 белая пешка · d2 белая пешка · e2 белая пешка · f2 белая пешка · g2 белая пешка · h2 белая пешка · a1 белый слон · b1 белый конь · c1 белая ладья · d1 белый слон · e1 белый конь · f1 белый король · g1 белая ладья · h1 белый ферзь | a8 чёрный слон · b8 чёрный конь · c8 чёрная ладья · d8 чёрный слон · e8 чёрный конь · f8 чёрный король · g8 чёрная ладья · h8 чёрный ферзь · a7 чёрная пешка · b7 чёрная пешка · c7 чёрная пешка · d7 чёрная пешка · e7 чёрная пешка · f7 чёрная пешка · g7 чёрная пешка · h7 чёрная пешка · a2 белая пешка · b2 белая пешка · c2 белая пешка · d2 белая пешка · e2 белая пешка · f2 белая пешка · g2 белая пешка · h2 белая пешка · a1 белый слон · b1 белый конь · c1 белая ладья · d1 белый слон · e1 белый конь · f1 белый король · g1 белая ладья · h1 белый ферзь | a8 чёрный слон · b8 чёрный конь · c8 чёрная ладья · d8 чёрный слон · e8 чёрный конь · f8 чёрный король · g8 чёрная ладья · h8 чёрный ферзь · a7 чёрная пешка · b7 чёрная пешка · c7 чёрная пешка · d7 чёрная пешка · e7 чёрная пешка · f7 чёрная пешка · g7 чёрная пешка · h7 чёрная пешка · a2 белая пешка · b2 белая пешка · c2 белая пешка · d2 белая пешка · e2 белая пешка · f2 белая пешка · g2 белая пешка · h2 белая пешка · a1 белый слон · b1 белый конь · c1 белая ладья · d1 белый слон · e1 белый конь · f1 белый король · g1 белая ладья · h1 белый ферзь | a8 чёрный слон · b8 чёрный конь · c8 чёрная ладья · d8 чёрный слон · e8 чёрный конь · f8 чёрный король · g8 чёрная ладья · h8 чёрный ферзь · a7 чёрная пешка · b7 чёрная пешка · c7 чёрная пешка · d7 чёрная пешка · e7 чёрная пешка · f7 чёрная пешка · g7 чёрная пешка · h7 чёрная пешка · a2 белая пешка · b2 белая пешка · c2 белая пешка · d2 белая пешка · e2 белая пешка · f2 белая пешка · g2 белая пешка · h2 белая пешка · a1 белый слон · b1 белый конь · c1 белая ладья · d1 белый слон · e1 белый конь · f1 белый король · g1 белая ладья · h1 белый ферзь | a8 чёрный слон · b8 чёрный конь · c8 чёрная ладья · d8 чёрный слон · e8 чёрный конь · f8 чёрный король · g8 чёрная ладья · h8 чёрный ферзь · a7 чёрная пешка · b7 чёрная пешка · c7 чёрная пешка · d7 чёрная пешка · e7 чёрная пешка · f7 чёрная пешка · g7 чёрная пешка · h7 чёрная пешка · a2 белая пешка · b2 белая пешка · c2 белая пешка · d2 белая пешка · e2 белая пешка · f2 белая пешка · g2 белая пешка · h2 белая пешка · a1 белый слон · b1 белый конь · c1 белая ладья · d1 белый слон · e1 белый конь · f1 белый король · g1 белая ладья · h1 белый ферзь | a8 чёрный слон · b8 чёрный конь · c8 чёрная ладья · d8 чёрный слон · e8 чёрный конь · f8 чёрный король · g8 чёрная ладья · h8 чёрный ферзь · a7 чёрная пешка · b7 чёрная пешка · c7 чёрная пешка · d7 чёрная пешка · e7 чёрная пешка · f7 чёрная пешка · g7 чёрная пешка · h7 чёрная пешка · a2 белая пешка · b2 белая пешка · c2 белая пешка · d2 белая пешка · e2 белая пешка · f2 белая пешка · g2 белая пешка · h2 белая пешка · a1 белый слон · b1 белый конь · c1 белая ладья · d1 белый слон · e1 белый конь · f1 белый король · g1 белая ладья · h1 белый ферзь | a8 чёрный слон · b8 чёрный конь · c8 чёрная ладья · d8 чёрный слон · e8 чёрный конь · f8 чёрный король · g8 чёрная ладья · h8 чёрный ферзь · a7 чёрная пешка · b7 чёрная пешка · c7 чёрная пешка · d7 чёрная пешка · e7 чёрная пешка · f7 чёрная пешка · g7 чёрная пешка · h7 чёрная пешка · a2 белая пешка · b2 белая пешка · c2 белая пешка · d2 белая пешка · e2 белая пешка · f2 белая пешка · g2 белая пешка · h2 белая пешка · a1 белый слон · b1 белый конь · c1 белая ладья · d1 белый слон · e1 белый конь · f1 белый король · g1 белая ладья · h1 белый ферзь | 3 |
| 2 | a8 чёрный слон · b8 чёрный конь · c8 чёрная ладья · d8 чёрный слон · e8 чёрный конь · f8 чёрный король · g8 чёрная ладья · h8 чёрный ферзь · a7 чёрная пешка · b7 чёрная пешка · c7 чёрная пешка · d7 чёрная пешка · e7 чёрная пешка · f7 чёрная пешка · g7 чёрная пешка · h7 чёрная пешка · a2 белая пешка · b2 белая пешка · c2 белая пешка · d2 белая пешка · e2 белая пешка · f2 белая пешка · g2 белая пешка · h2 белая пешка · a1 белый слон · b1 белый конь · c1 белая ладья · d1 белый слон · e1 белый конь · f1 белый король · g1 белая ладья · h1 белый ферзь | a8 чёрный слон · b8 чёрный конь · c8 чёрная ладья · d8 чёрный слон · e8 чёрный конь · f8 чёрный король · g8 чёрная ладья · h8 чёрный ферзь · a7 чёрная пешка · b7 чёрная пешка · c7 чёрная пешка · d7 чёрная пешка · e7 чёрная пешка · f7 чёрная пешка · g7 чёрная пешка · h7 чёрная пешка · a2 белая пешка · b2 белая пешка · c2 белая пешка · d2 белая пешка · e2 белая пешка · f2 белая пешка · g2 белая пешка · h2 белая пешка · a1 белый слон · b1 белый конь · c1 белая ладья · d1 белый слон · e1 белый конь · f1 белый король · g1 белая ладья · h1 белый ферзь | a8 чёрный слон · b8 чёрный конь · c8 чёрная ладья · d8 чёрный слон · e8 чёрный конь · f8 чёрный король · g8 чёрная ладья · h8 чёрный ферзь · a7 чёрная пешка · b7 чёрная пешка · c7 чёрная пешка · d7 чёрная пешка · e7 чёрная пешка · f7 чёрная пешка · g7 чёрная пешка · h7 чёрная пешка · a2 белая пешка · b2 белая пешка · c2 белая пешка · d2 белая пешка · e2 белая пешка · f2 белая пешка · g2 белая пешка · h2 белая пешка · a1 белый слон · b1 белый конь · c1 белая ладья · d1 белый слон · e1 белый конь · f1 белый король · g1 белая ладья · h1 белый ферзь | a8 чёрный слон · b8 чёрный конь · c8 чёрная ладья · d8 чёрный слон · e8 чёрный конь · f8 чёрный король · g8 чёрная ладья · h8 чёрный ферзь · a7 чёрная пешка · b7 чёрная пешка · c7 чёрная пешка · d7 чёрная пешка · e7 чёрная пешка · f7 чёрная пешка · g7 чёрная пешка · h7 чёрная пешка · a2 белая пешка · b2 белая пешка · c2 белая пешка · d2 белая пешка · e2 белая пешка · f2 белая пешка · g2 белая пешка · h2 белая пешка · a1 белый слон · b1 белый конь · c1 белая ладья · d1 белый слон · e1 белый конь · f1 белый король · g1 белая ладья · h1 белый ферзь | a8 чёрный слон · b8 чёрный конь · c8 чёрная ладья · d8 чёрный слон · e8 чёрный конь · f8 чёрный король · g8 чёрная ладья · h8 чёрный ферзь · a7 чёрная пешка · b7 чёрная пешка · c7 чёрная пешка · d7 чёрная пешка · e7 чёрная пешка · f7 чёрная пешка · g7 чёрная пешка · h7 чёрная пешка · a2 белая пешка · b2 белая пешка · c2 белая пешка · d2 белая пешка · e2 белая пешка · f2 белая пешка · g2 белая пешка · h2 белая пешка · a1 белый слон · b1 белый конь · c1 белая ладья · d1 белый слон · e1 белый конь · f1 белый король · g1 белая ладья · h1 белый ферзь | a8 чёрный слон · b8 чёрный конь · c8 чёрная ладья · d8 чёрный слон · e8 чёрный конь · f8 чёрный король · g8 чёрная ладья · h8 чёрный ферзь · a7 чёрная пешка · b7 чёрная пешка · c7 чёрная пешка · d7 чёрная пешка · e7 чёрная пешка · f7 чёрная пешка · g7 чёрная пешка · h7 чёрная пешка · a2 белая пешка · b2 белая пешка · c2 белая пешка · d2 белая пешка · e2 белая пешка · f2 белая пешка · g2 белая пешка · h2 белая пешка · a1 белый слон · b1 белый конь · c1 белая ладья · d1 белый слон · e1 белый конь · f1 белый король · g1 белая ладья · h1 белый ферзь | a8 чёрный слон · b8 чёрный конь · c8 чёрная ладья · d8 чёрный слон · e8 чёрный конь · f8 чёрный король · g8 чёрная ладья · h8 чёрный ферзь · a7 чёрная пешка · b7 чёрная пешка · c7 чёрная пешка · d7 чёрная пешка · e7 чёрная пешка · f7 чёрная пешка · g7 чёрная пешка · h7 чёрная пешка · a2 белая пешка · b2 белая пешка · c2 белая пешка · d2 белая пешка · e2 белая пешка · f2 белая пешка · g2 белая пешка · h2 белая пешка · a1 белый слон · b1 белый конь · c1 белая ладья · d1 белый слон · e1 белый конь · f1 белый король · g1 белая ладья · h1 белый ферзь | a8 чёрный слон · b8 чёрный конь · c8 чёрная ладья · d8 чёрный слон · e8 чёрный конь · f8 чёрный король · g8 чёрная ладья · h8 чёрный ферзь · a7 чёрная пешка · b7 чёрная пешка · c7 чёрная пешка · d7 чёрная пешка · e7 чёрная пешка · f7 чёрная пешка · g7 чёрная пешка · h7 чёрная пешка · a2 белая пешка · b2 белая пешка · c2 белая пешка · d2 белая пешка · e2 белая пешка · f2 белая пешка · g2 белая пешка · h2 белая пешка · a1 белый слон · b1 белый конь · c1 белая ладья · d1 белый слон · e1 белый конь · f1 белый король · g1 белая ладья · h1 белый ферзь | 2 |
| 1 | a8 чёрный слон · b8 чёрный конь · c8 чёрная ладья · d8 чёрный слон · e8 чёрный конь · f8 чёрный король · g8 чёрная ладья · h8 чёрный ферзь · a7 чёрная пешка · b7 чёрная пешка · c7 чёрная пешка · d7 чёрная пешка · e7 чёрная пешка · f7 чёрная пешка · g7 чёрная пешка · h7 чёрная пешка · a2 белая пешка · b2 белая пешка · c2 белая пешка · d2 белая пешка · e2 белая пешка · f2 белая пешка · g2 белая пешка · h2 белая пешка · a1 белый слон · b1 белый конь · c1 белая ладья · d1 белый слон · e1 белый конь · f1 белый король · g1 белая ладья · h1 белый ферзь | a8 чёрный слон · b8 чёрный конь · c8 чёрная ладья · d8 чёрный слон · e8 чёрный конь · f8 чёрный король · g8 чёрная ладья · h8 чёрный ферзь · a7 чёрная пешка · b7 чёрная пешка · c7 чёрная пешка · d7 чёрная пешка · e7 чёрная пешка · f7 чёрная пешка · g7 чёрная пешка · h7 чёрная пешка · a2 белая пешка · b2 белая пешка · c2 белая пешка · d2 белая пешка · e2 белая пешка · f2 белая пешка · g2 белая пешка · h2 белая пешка · a1 белый слон · b1 белый конь · c1 белая ладья · d1 белый слон · e1 белый конь · f1 белый король · g1 белая ладья · h1 белый ферзь | a8 чёрный слон · b8 чёрный конь · c8 чёрная ладья · d8 чёрный слон · e8 чёрный конь · f8 чёрный король · g8 чёрная ладья · h8 чёрный ферзь · a7 чёрная пешка · b7 чёрная пешка · c7 чёрная пешка · d7 чёрная пешка · e7 чёрная пешка · f7 чёрная пешка · g7 чёрная пешка · h7 чёрная пешка · a2 белая пешка · b2 белая пешка · c2 белая пешка · d2 белая пешка · e2 белая пешка · f2 белая пешка · g2 белая пешка · h2 белая пешка · a1 белый слон · b1 белый конь · c1 белая ладья · d1 белый слон · e1 белый конь · f1 белый король · g1 белая ладья · h1 белый ферзь | a8 чёрный слон · b8 чёрный конь · c8 чёрная ладья · d8 чёрный слон · e8 чёрный конь · f8 чёрный король · g8 чёрная ладья · h8 чёрный ферзь · a7 чёрная пешка · b7 чёрная пешка · c7 чёрная пешка · d7 чёрная пешка · e7 чёрная пешка · f7 чёрная пешка · g7 чёрная пешка · h7 чёрная пешка · a2 белая пешка · b2 белая пешка · c2 белая пешка · d2 белая пешка · e2 белая пешка · f2 белая пешка · g2 белая пешка · h2 белая пешка · a1 белый слон · b1 белый конь · c1 белая ладья · d1 белый слон · e1 белый конь · f1 белый король · g1 белая ладья · h1 белый ферзь | a8 чёрный слон · b8 чёрный конь · c8 чёрная ладья · d8 чёрный слон · e8 чёрный конь · f8 чёрный король · g8 чёрная ладья · h8 чёрный ферзь · a7 чёрная пешка · b7 чёрная пешка · c7 чёрная пешка · d7 чёрная пешка · e7 чёрная пешка · f7 чёрная пешка · g7 чёрная пешка · h7 чёрная пешка · a2 белая пешка · b2 белая пешка · c2 белая пешка · d2 белая пешка · e2 белая пешка · f2 белая пешка · g2 белая пешка · h2 белая пешка · a1 белый слон · b1 белый конь · c1 белая ладья · d1 белый слон · e1 белый конь · f1 белый король · g1 белая ладья · h1 белый ферзь | a8 чёрный слон · b8 чёрный конь · c8 чёрная ладья · d8 чёрный слон · e8 чёрный конь · f8 чёрный король · g8 чёрная ладья · h8 чёрный ферзь · a7 чёрная пешка · b7 чёрная пешка · c7 чёрная пешка · d7 чёрная пешка · e7 чёрная пешка · f7 чёрная пешка · g7 чёрная пешка · h7 чёрная пешка · a2 белая пешка · b2 белая пешка · c2 белая пешка · d2 белая пешка · e2 белая пешка · f2 белая пешка · g2 белая пешка · h2 белая пешка · a1 белый слон · b1 белый конь · c1 белая ладья · d1 белый слон · e1 белый конь · f1 белый король · g1 белая ладья · h1 белый ферзь | a8 чёрный слон · b8 чёрный конь · c8 чёрная ладья · d8 чёрный слон · e8 чёрный конь · f8 чёрный король · g8 чёрная ладья · h8 чёрный ферзь · a7 чёрная пешка · b7 чёрная пешка · c7 чёрная пешка · d7 чёрная пешка · e7 чёрная пешка · f7 чёрная пешка · g7 чёрная пешка · h7 чёрная пешка · a2 белая пешка · b2 белая пешка · c2 белая пешка · d2 белая пешка · e2 белая пешка · f2 белая пешка · g2 белая пешка · h2 белая пешка · a1 белый слон · b1 белый конь · c1 белая ладья · d1 белый слон · e1 белый конь · f1 белый король · g1 белая ладья · h1 белый ферзь | a8 чёрный слон · b8 чёрный конь · c8 чёрная ладья · d8 чёрный слон · e8 чёрный конь · f8 чёрный король · g8 чёрная ладья · h8 чёрный ферзь · a7 чёрная пешка · b7 чёрная пешка · c7 чёрная пешка · d7 чёрная пешка · e7 чёрная пешка · f7 чёрная пешка · g7 чёрная пешка · h7 чёрная пешка · a2 белая пешка · b2 белая пешка · c2 белая пешка · d2 белая пешка · e2 белая пешка · f2 белая пешка · g2 белая пешка · h2 белая пешка · a1 белый слон · b1 белый конь · c1 белая ладья · d1 белый слон · e1 белый конь · f1 белый король · g1 белая ладья · h1 белый ферзь | 1 |
|   | a | b | c | d | e | f | g | h |   |

Шахматы Фишера, Фишер-рандом (англ. Fischer random chess), Шахматы-960 (Chess960) — вариант шахмат, предложенный 11-м чемпионом мира по шахматам Робертом Фишером. От обычных шахмат отличаются тем, что в первом и восьмом ряду доски фигуры расставляются случайным образом со следующими ограничениями:
- Ладьи располагаются по разные стороны от короля для возможности рокировки.
- У каждого игрока слоны стоят на полях разного цвета.
- Расстановка фигур белых зеркально симметрична расстановке фигур чёрных.

Всего возможно 960 вариантов начальных позиций, что отражено в названии игры. Фишер начал разрабатывать правила в 1992 году сразу после неофициального матча-реванша с Борисом Спасским и впервые представил широкой публике свои шахматы, названные им «Фишер-рэндом», на пресс-конференции 19 июня 1996 года в Буэнос-Айресе (Аргентина). В русскоязычной шахматной среде со временем самым популярным стало название «шахматы Фишера» или, иначе говоря, «фишеровские шахматы».
Смысл модификации — сохраняя принципы и закономерности шахмат, избавить игроков от изнурительной домашней подготовки, прежде всего — от анализа дебютов на компьютере с последующим заучиванием и воспроизведением многоходовых вариантов. В шахматах Фишера с первого хода начинается самостоятельная игра; кроме того, возникающие после дебюта позиции и структуры отличаются свежестью и нестандартностью.
Впервые чемпионат мира по шахматам Фишера состоялся в немецком городе Майнце в 2001 году (победитель — Петер Леко) и затем регулярно проводился там вплоть до 2009 года. Первый чемпионат мира под эгидой ФИДЕ прошёл в 2019 году; отборочные этапы были проведены в Интернете, а финальная часть — в Норвегии, в арт-центре «Хени-Унстад» неподалёку от Осло. С октября 2022 года действующим чемпионом мира по шахматам Фишера является Хикару Накамура.

## История
О необходимости изменения правил игры в шахматы говорилось многократно, практически с момента формирования этих правил. Причиной, побуждающей к нововведениям, было активное развитие шахматной теории, которое заставляло опасаться, что в скором времени шахматы ждёт ничейная смерть. К концу XX века стало понятно, что ничейная смерть шахматам не будет грозить ещё долго, но появились два других мотива изменения правил: повышение увлекательности игры и защита от компьютера. Развитие дебютной теории привело к тому, что реальная борьба в партии сильных шахматистов начинается только на втором, а то и третьем десятке ходов, а победы/поражения происходят существенно реже ничьих. Во многих вариантах анализ проведён буквально до эндшпиля. В настоящее время большинство дебютов и последующих планов проанализировано на компьютере настолько глубоко, что в начальной части партии не осталось места для экспериментов и творчества; шахматист может выбирать лишь из известных вариантов, в противном случае рискуя сильно ухудшить свою позицию.
Изобретением новых видов и модификаций шахмат увлекались и просто любители, и теоретики, занимающиеся изучением игр, и сильнейшие шахматисты. Так, например, Хосе Рауль Капабланка предлагал несколько вариантов новых шахмат, один из которых известен как шахматы Капабланки. В основном нововведения шли по нескольким направлениям, иногда одновременно:
- изменение правил ходов;
- изменение доски (размеров, а иногда и формы);
- введение новых фигур;
- изменение начальной позиции партии.

Предлагались как весьма экзотические варианты (такие, как гексагональные шахматы), так и просто шахматы по обычным правилам, но на сильно увеличенной доске.
Общий недостаток большинства «радикальных» вариантов — они представляют собой фактически новые игры, в которых от шахмат сохраняется только внешний вид и отдельные принципы. Это не умаляет самостоятельного значения и достоинств этих игр, но препятствует их широкому распространению среди шахматистов и делает крайне маловероятным массовый переход к ним от классических шахмат. Довольно давно известны «косметические» варианты реформы шахмат, разработчики которых стремились сохранить максимум от существующей игры. В этих вариантах ход партии меняется лишь за счёт нестандартной начальной расстановки фигур и пешек. Вариантов довольно много: от необычных фиксированных расстановок (простейший вариант — поменять местами коней и слонов) до полностью случайной расстановки фигур и пешек по всей доске (малоприменимо для серьёзных игр, так как случайность начинает слишком сильно влиять на исход партии). Наиболее консервативные предложения предусматривают произвольное размещение фигур на первой и восьмой горизонталях за фиксированным пешечным рядом и определённые ограничения при расстановке.
Предлагались варианты:
- произвольная расстановка фигур (до 25 миллионов начальных позиций);
- произвольная расстановка фигур с обязательно разнопольными слонами;
- произвольная симметричная расстановка фигур с разнопольными слонами.

Возможны варианты расстановки фигур:
- «в открытую»: игроки перед партией ставят фигуры по одной, соблюдая очерёдность и зная, куда поставил фигуру соперник (при симметричном расположении игрок сначала ставит свою фигуру напротив поставленной противником, затем выбирает место для очередной своей);
- «втёмную»: доска перед игрой разделяется непрозрачным экраном; игроки не видят друг друга и расставляют фигуры, после чего экран убирается.

Вариант с произвольной открытой расстановкой и разнопольными слонами предлагал, например, в 1970-х годах Давид Бронштейн.
19 июня 1996 года в Буэнос-Айресе (Аргентина) 11-й чемпион мира по шахматам Роберт Фишер представил свой вариант модификации правил шахмат. Этот вариант шахмат получил его имя («fischerandom chess», по-русски употребляются названия «шахматы Фишера», «Фишер-рэндом», «случайные шахматы», «случайные шахматы Фишера»).
Особенности фишеровского варианта следующие:
- расстановка фигур случайна (не зависит от игроков);
- расстановка чёрных идентична расстановке белых;
- слоны каждой из сторон разнопольные;
- король каждой из сторон располагается между ладьями этой стороны;
- сохранена рокировка, но её правила немного изменены.

Число возможных начальных позиций, удовлетворяющих ограничениям Фишера, равно 960, поэтому иногда эту игру называют «шахматы-960». Как уже замечено, нельзя сказать, что Фишер был первым, кто предложил подобное преобразование. Более того, вряд ли возможно определить, кто был первым на этом направлении. Однако именно вариант Фишера стал популярен среди профессиональных шахматистов, чему способствовала как известность разработчика, так и максимальная близость игры к классическим шахматам.

## Правила

### Начальная позиция
Начальная позиция определяется отдельно для каждой партии. Проще всего это сделать с помощью различных мобильных приложений (например, Chess960 Generator) и компьютерных программ. Программа случайным образом выбирает начальную позицию, соблюдая следующие условия:
- расстановка чёрных идентична расстановке белых (например, белый король на f1 — чёрный король на f8, белые кони на b1 и h1 — чёрные кони на b8 и h8, и т. д.);
- пешки располагаются так же, как и в обычных шахматах (на второй и седьмой горизонталях), фигуры размещаются за рядом своих пешек;
- один слон каждой из сторон размещается на белом поле, другой — на чёрном;
- одна ладья располагается слева от короля, другая — справа (таким образом, король в начальной позиции не может находиться на вертикалях «a» и «h»).

Можно также использовать генератор случайных чисел в сочетании со списком начальных позиций. Каждая расстановка имеет свой порядковый номер — от 0 до 959; одна из них (№ 518) является начальной позицией классических шахмат.
При желании начальную позицию можно получить и вручную — например, с помощью игральных костей, монет, карт. Ниже приведено описание одной из таких процедур, предложенной Гансом Бодландером (англ. Hans L. Bodlaender).
1. Случайным образом выбрать одно из четырёх чёрных полей для слона. Для этого можно использовать игральную кость: выпавшая единица означает первое слева чёрное поле («a1» в шахматной нотации), двойка — следующее чёрное поле («c1») и т. д. Если выпадет 5 или 6, то бросать кость ещё раз, пока не выпадет грань от 1 до 4.
2. Аналогично найти место для белопольного слона.
3. Случайным образом выбрать одно из свободных полей для ферзя. Число от 1 до 6, выпавшее на грани, означает номер свободного поля, считая слева.
4. Случайным образом выбрать одно из свободных полей для коня. Перебрасывать кость, если выпадет 6.
5. Случайным образом выбрать одно из свободных полей для второго коня. Перебрасывать кость, если выпадет 5 или 6.
6. На оставшиеся три поля поставить короля и ладей так, чтобы король оказался между ладьями.
7. Расставить пешки.
8. Расставить чёрные фигуры симметрично белым.

Нетрудно убедиться, что данная процедура позволяет получить каждую из 960 начальных позиций, причём с равной вероятностью.

### Рокировка
Единственный ход, который отличается от классических шахмат, — рокировка. Правила рокировки следующие:
- Рокировка короля и ладьи, находящейся ближе к вертикали «a» или на ней, называется «це-рокировкой» (поскольку король переходит на вертикаль c), либо «рокировкой на a-фланг», либо «рокировкой в a-сторону». Рокировка короля и ладьи, находящейся ближе к вертикали «h» или на ней, называется «же-рокировкой» (король переходит на вертикаль g), либо «рокировкой на h-фланг», либо «рокировкой в h-сторону». От традиционных терминов «длинная рокировка», «короткая рокировка», «ферзевый фланг», «королевский фланг» в шахматах Фишера следует отказаться во избежание недоразумений.
- При «рокировке на h-фланг» (которая обозначается 0-0) король перемещается на поле g1 (g8), а ладья — на поле f1 (f8). При «рокировке на a-фланг» (обозначается «0-0-0») король перемещается на с1 (с8), а ладья — на d1 (d8). Таким образом,  в результате рокировки король и ладья оказываются точно на тех же местах, что и в классических шахматах.
- Если одна из рокируемых фигур в начальной позиции уже находится на конечном поле рокировки, то перемещается только вторая фигура.
- Рокировка допустима, если:
  1. король и рокируемая ладья не ходили ранее;
  2. все поля на стороне куда собирается совершиться рокировка не заняты другими фигурами, за исключением рокируемых;
  3. король не проходит через битое поле (если король при рокировке «перепрыгивает» через ладью, последняя тоже не должна находиться под боем);
  4. король не находится под шахом (и, разумеется, не оказывается под шахом в результате рокировки);
  5. рокировка не была сделана ранее (даже если при рокировке король не двинулся с места, рокировать ещё раз, в другую сторону, нельзя);

В зависимости от начальной позиции возможны четыре варианта перемещения рокируемых фигур:
1. король и ладья перемещаются на свободные поля (рокировка в два шага, как в обычных шахматах);
2. король и ладья меняются местами;
3. перемещается только король, а ладья уже стоит на конечной позиции;
4. перемещается только ладья, а король уже стоит на конечной позиции.

Соответственно, возможны различные варианты того, в каком порядке перемещать фигуры. В отличие от классических шахмат, где по правилам при рокировке игрок обязан сначала переместить короля, в шахматах Фишера игрок вправе перемещать рокируемые фигуры в том порядке, в котором ему удобнее. Во избежание недоразумений действует следующее правило: при игре с контролем времени ход считается сделанным, когда переключены часы. Соответственно, при рокировке игрок должен сначала поставить рокируемые фигуры на конечные поля и только потом нажать на кнопку часов. При игре без часов игрок, желающий рокировать, должен перед началом хода предупредить противника, сказав: «рокируюсь» или «делаю рокировку».
Высказывалось мнение, что в шахматах Фишера нужно легализовать выполнение рокировки одновременно двумя руками, чтобы избежать недоразумений и не причинять неудобств игрокам и арбитрам (например, в случае, когда рокируемая ладья занимает поле, на которое должен переместиться король).
Согласно рекомендациям ФИДЕ,  при выполнении рокировки следует сначала снять короля с доски по направлению к его конечному полю, затем переместить ладью на её конечное поле, а затем поставить короля на его конечное поле.

## Нотация
Обозначения полей доски и порядок записи партий аналогичны классическим шахматам (алгебраическая нотация), но перед записью ходов необходимо записать на бланке начальную расстановку.

## Анализ
Шахматы Фишера успешно справляются со своей основной задачей — делают непригодными старые дебютные наработки и лишают смысла глубокий дебютный анализ. Неразумно прорабатывать и зубрить теорию дебютов для каждой из 960 возможных начальных позиций — ведь нет никакой гарантии, что в конкретной партии встретится конкретная расстановка. Безусловно, со временем начальные позиции будут классифицированы и для различных их типов будут сформулированы рекомендации и, возможно, даже просчитаны некоторые варианты, но глубина проработки вряд ли достигнет нынешнего «классического» уровня. Некоторые шахматисты высказывали надежду, что такое положение вещей благотворно скажется на развитии теории дебютов, поскольку от механического перебора вариантов она вынужденно перейдёт к глубокому анализу общих закономерностей дебютной борьбы.
Характер борьбы в дебюте сильно зависит от выпавшей расстановки фигур: некоторые начальные позиции предоставляют соперникам широкий выбор возможностей, некоторые — более узкий (в особенности для играющего чёрными фигурами). Высказывалось мнение, что некоторые расстановки практически однозначно определяют начальную стратегию игры, и шахматистам остаётся лишь найти оптимальный тип реализации этой стратегии. Однако не исключено, что данное утверждение поверхностно, ведь теория шахмат Фишера находится в зачаточном состоянии: турниров с классическим (медленным) контролем времени, позволяющим вдумчиво разыграть дебют в незнакомой позиции, по фишеровским шахматам до сих пор не проводилось.
В миттельшпиле и особенно эндшпиле никакой разницы между шахматами Фишера и традиционными шахматами нет: уже после первых десяти-пятнадцати ходов позиция приобретает достаточно обычный вид, а в миттельшпиле и тем более к началу эндшпиля часто уже невозможно определить, по каким правилам — обычным или фишеровским — играется эта партия.
К интересным результатам привёл факт сохранения в шахматах Фишера несимметричной рокировки. Она явно обогатила игру, так как из-за неё даже зеркально симметричные позиции существенно различаются.

## Мнения профессиональных шахматистов о шахматах Фишера
Мнения профессионалов и любителей шахмат о шахматах Фишера высказываются различные — от восторженных до резко негативных. Но большинство известных шахматистов относится к ним с оптимизмом, как явствует из их высказываний.
Магнус Карлсен

Думаю, что будущее классических шахмат в их нынешнем виде несколько сомнительно. В классическом формате за доской я бы очень хотел видеть больше турниров по шахматам Фишера; это было бы очень интересно, поскольку, по моим ощущениям, именно они хорошо сочетаются с «классикой». Ведь для того, чтобы провести партию в шахматы Фишера на мало-мальски высоком уровне, нужно много времени. В этом можно убедиться, посмотрев, как играют в них сейчас, когда задействован рапид-формат. Игроки допускают фундаментальные ошибки в дебюте, качество партий невысокое. Мы далеки от понимания этой игры; думаю, что оно значительно улучшилось бы, если бы нам предоставили возможность играть в шахматы Фишера с классическим контролем времени. Очень на это надеюсь. (Ноябрь 2020, пер. с англ.)
.

Сергей Карякин

Шахматы Фишера — прекрасная игра! С первых ходов начинается творчество! Если бы проводились турниры по этим шахматам, с удовольствием бы в них участвовал. (Июль 2011)
.

"Я уже достаточно давно говорил о том, что такой чемпионат мира [по шахматам Фишера] необходим. Шахматы надо развивать в разных направлениях, и шахматы Фишера очень хорошо подходят тем людям, которые любят творчество в шахматах. И не очень любят при этом учить теорию и зазубривать длинные теоретические варианты, вплоть до 30-го хода. … Другое дело, что уже нужно думать о том, как проводить отбор в будущем и надо ли его делать только по интернету, как это будет осуществлено сейчас. Или надо всё-таки собрать многих сильных гроссмейстеров и провести отдельный турнир. (Апрель 2019).

Левон Аронян

Шахматы Фишера — это одна из моих любимых игр. Если бы по ней организовывали турниры с подходящим сроком, и если бы я мог благодаря им кормить свою семью, то я бы с удовольствием играл в них в любом турнире, в котором только мог. Даже если бы были только шахматы Фишера, полностью заменив те, что сейчас? Ну, это вы уже говорите о каком-то рае! (Октябрь 2015)
.

Александр Грищук

Я не вижу минусов в шахматах Фишера. У них есть один незначительный минус — расстановка стартовой диаграммы. В остальном — одни плюсы, поэтому я целиком за них. Если бы все профессионалы играли в шахматы Фишера, интерес к нашей игре мог бы значительно возрасти. (Март 2018)
.

Александра Костенюк

Фишеровские шахматы интересны, но ведь большинство соревнований проходит по классическим. Поэтому передо мной проблемы выбора не стоит. Что плохо в наше время, так это то, что в классике все меньше возможностей для творчества, чем в фишеровских. Чем последние и привлекают внимание любителей шахмат. Там с первого хода начинается игра по принципу — кто что придумает, а не кто что вспомнит из вариантов. (Июнь 2012)
.

Анатолий Карпов

Имеют ли «шахматы Фишера» будущее, сказать трудно. Сейчас проводят отдельные турниры по правилам Фишера. Идея есть, но насколько она будет воспринята в будущем, сказать трудно, потому что есть и плюсы, и минусы. 
Плюс совершенно очевиден: в пору компьютеров Фишер пытается уйти от домашней подготовки и считает, что таким образом он снимает важность набора какой-то команды, работы с компьютером. (Сентябрь 2005)

Собственно, к «шахматам Фишера» готовиться особенно не надо. Эндшпильными позициями и эндшпильными знаниями и в «шахматах Фишера» можно пользоваться и даже с большим успехом. А вот что касается дебютной теории, то здесь, конечно, все ломается. И здесь основные принципы — кто лучше и быстрее понимает и принимает решения, у кого интуиция, кто лучше подготовится к битве. Поэтому готовиться особенно не нужно, главное — быть в отличном состоянии, чтобы голова работала, ноги-руки двигались. (Июнь 2005)

Гарри Каспаров
Гарри Каспаров поначалу был скептичен в отношении фишеровских шахмат:

Но главное мое замечание такое: новые шахматы — это мечта двоечника! Ведь каждый двоечник думает про отличника, что тот зубрит книжку и поэтому у него лучше оценки. Те, кому просто лень учить теорию, не понимают, что в так называемых «шахматах Фишера» резко возрастёт разрыв между шахматистами очень сильными и шахматистами просто сильными. Ведь сегодня определённое выравнивание между этими игроками происходит потому, что они примерно на равных проходят дебютную стадию. Каждый выучил свой вариант и может на «своей территории» бороться успешно даже с чемпионом мира.

Однако много лет спустя он изменил своё мнение. Более того, единственными шахматными соревнованиями, в которых Каспаров принимал участие с 2018 по 2020 годы, были соревнования по шахматам Фишера:

Фишер-рэндом позволяет мне наслаждаться игрой и популяризовать шахматы, не прерывая ход своей жизни многомесячной подготовкой. (Сентябрь 2018)

Владимир Крамник
Владимир Крамник не раз предлагал свои варианты снижения эффекта домашней подготовки и компьютерного анализа дебютов: например, отмена правила рокировки или жеребьёвка дебютов, при которых из классической начальной позиции случайным образом, но тоже с определёнными ограничениями, исключающими заведомо сомнительные начала, задаётся несколько первых ходов. Затем шахматисты играют как обычно. По поводу шахмат Фишера Крамник в 2005 году сказал:

Я немножко поиграл в «Фишер-рэндом». Безусловно, это полностью сбивает дебютную подготовку. Но проблема в том, что теряется некоторая гармония игры. Трудно объяснить это словами, но когда в начальной позиции слон стоит на h8, конь на g8 и ладья на f8, то теряется ощущение эстетики шахмат. Кстати, я спрашивал шахматистов — у многих возникает то же ощущение: что-то «не то», как-то некрасиво… Да и любители привыкли к красоте взаимодействия фигур при обычной начальной расстановке. 
Поэтому если уж мы хотим убирать дебютную подготовку, то жеребьёвка представляется мне более удачным выходом. В этом случае изучение теории начал пойдёт в более общем направлении: вряд ли шахматист станет изучать жёсткие форсированные варианты с большим числом разветвлений где-нибудь в защите Бенони просто потому, что их невозможно запомнить. Скорее люди начнут изучать дебюты с позиционной точки зрения: общие планы, стратегия. Вряд ли будет много партий, где шахматист на 25 ходов потратит одну минуту. Это заставит людей больше играть за доской.

Борис Спасский

К шахматам Фишера отношусь положительно, потому что это те же условия игры, просто вы освобождаетесь от теории и творите. Кстати, идеи мягко реорганизовать классические шахматы были ещё и до Фишера. Что там говорить, если мой родной дядя призывал: давайте, меняйте слонов местами с конями, и все у вас будет хорошо. У Фишера, правда, там ещё целый ряд гениальных изобретений — с часами, например. Вообще он, в отличие от нынешних чемпионов, всегда бился за качество игры.

Марк Тайманов

Возможно, «шахматы Фишера» — панацея от компьютерного засилья в игре, возврат к импровизационному творчеству. С классическими шахматами ничего не произойдёт, как ничего не случится с историей. Любители, как и прежде, будут наслаждаться произведениями великих мастеров, изучая партии прошлых лет… А это будет, конечно, немного другая игра. Предложение Фишера позволяет преодолеть чудовищную закомпьютеризированность дебютной стадии, преодолеть рутину. Вам нравится, когда играют два известных гроссмейстера и до 26 хода повторяют все, что записано у них в картотеке компьютера? Это — что? Борьба? Творчество? Сейчас шахматная теория развивается полушажками где-то между 20 и 25 ходами. Никакой новой стратегии, никаких новых идей, никаких новых систем… Новшество позволит начать шахматную партию со 2-го хода, а не с 26-го. Но, как я себе представляю, где-то с 12 хода начнётся обычная шахматная игра по обычным шахматным законам. Я думаю, шахматы Фишера — шахматы XXI века!.

## Соревнования по шахматам Фишера
- В 1995 году на шахматном фестивале в Нусслохе (Германия) Анатолий Карпов сыграл показательную рапид-партию с местным шахматистом Йоргом Швальфенбергом[28].
- В 1996 году в Каниже (Югославия, ныне Сербия) прошёл первый в истории рапид-турнир по «Фишер-рэндому» (круговая система, 12 участников). Победил Петер Леко[29].
- В 2001 году в Майнце (Германия) в рамках крупного шахматного фестиваля Chess Classic[30][31] (главный организатор — Ханс-Вальтер Шмит) состоялся матч Леко — Адамс с контролем времени «20 минут + 5 секунд на ход». По задумке организаторов, победитель получал титул первого чемпиона мира по «Фишер-рэндому». Таковым стал Петер Леко, выигравший матч у Майкла Адамса со счётом 4½:3½.
- В 2002 году в Майнце прошёл первый опен-турнир по шахматам-960 (так стали именоваться шахматы Фишера в рамках Chess Classic, начиная с 2002 г.) с участием 131 игрока, в том числе многих гроссмейстеров. Турнир, как и все остальные соревнования по шахматам-960 в рамках Chess Classic, проводился с рапид-контролем времени — «20 минут + 5 секунд на ход». Первое место занял Пётр Свидлер.
В том же 2002 году рапид-турнир по шахматам Фишера появился в обширной программе фестиваля Czech Open[32] (Пардубице, Чехия). В последующие годы организаторы некоторых других ежегодных шахматных фестивалей (в Биле, Воронеже, Санкт-Петербурге и др.) подхватили идею, также включив фишеровские шахматы в программу в качестве побочного рапид-соревнования.
- В 2003 году в Майнце прошёл второй матч на первенство мира по шахматам Фишера между Леко и Свидлером (победителем опен-турнира 2002 года). Пётр Свидлер выиграл со счётом 4½:3½ и стал вторым чемпионом мира. В опен-турнире (179 игроков, 50 гроссмейстеров) первенствовал Левон Аронян, получивший таким образом право сыграть матч со Свидлером на будущий год.
- В 2004 году в Майнце в очередном матче Свидлер — Аронян чемпион отстоял своё звание (счёт — 4½:3½ в пользу Свидлера). Опен-турнир выиграл Золтан Альмаши.
Также в 2004 году в Амстердаме в рапид-формате впервые прошёл открытый чемпионат Нидерландов по шахматам Фишера, который выиграл Ясер Сейраван. Впоследствии этот чемпионат стал ежегодным[33][34].
- В 2005 году в Майнце Свидлер повторно защитил титул в матче с Альмаши, а победителем опен-турнира по шахматам-960 снова стал Аронян.
Также в 2005 году в рамках Chess Classic был проведён 1-й чемпионат мира по шахматам-960 среди компьютеров (состязалось 19 программ), где победила немецкая программа Spike. В дальнейшем чемпионат мира среди компьютеров проводился в Майнце ежегодно до 2009 года включительно.
- В 2006 году в Майнце Левон Аронян выиграл матч у Свидлера со счётом 5:3 и стал новым чемпионом мира. Триумфатором опен-турнира стал Этьен Бакро.
В том же 2006 году в рамках Chess Classic в рапид-формате состоялись первые чемпионаты мира по шахматам-960 среди женщин, юниоров и сеньоров. Александра Костенюк стала чемпионкой мира, победив в матче Элизабет Пётц со счётом 5½:2½; Пентала Харикришна выиграл матч у Аркадия Найдича 4½:3½ и стал чемпионом мира среди юниоров, а Властимил Горт завоевал титул чемпиона мира среди сеньоров, обыграв Лайоша Портиша 6½:4½.
- В 2007 году чемпионат мира по шахматам-960 в Майнце проходил по несколько видоизменённой системе. Участников было четверо: Вишванатан Ананд (первый номер тогдашнего рейтинг-листа ФИДЕ, чемпион мира по обычному рапиду в рамках Chess Classic 2006 г.), Левон Аронян (действующий чемпион мира по шахматам-960), Этьен Бакро (победитель опен-турнира 2006 г.) и Рустам Касымжанов (победитель опен-турнира по обычным рапид-шахматам в Chess Classic 2006 г.).
Результаты предварительного этапа (круговая система, два круга): 1. Аронян — 4½ из 6; 2. Ананд — 4; 3. Бакро — 2; 4. Касымжанов — 1½.
В финальном матче Аронян победил Ананда со счётом 3½:2½ (2:2 в основных партиях, 1½:½ на тайбрейке) и остался чемпионом мира по шахматам-960. Третье место занял Бакро, победивший Касымжанова 3:1.
Опен-турнир (279 участников) выиграл Виктор Бологан, а чемпионом мира среди компьютеров стала программа Rybka.
- В 2008 году финал чемпионата мира не игрался. 7-й опен-турнир по шахматам-960 в Майнце выиграл Хикару Накамура, по дополнительным показателям опередивший Сергея Мовсесяна и Александра Мотылёва.
Также в рамках Chess Classic 2008 прошёл 2-й чемпионат мира среди женщин с участием действующей чемпионки мира Александра Костенюк, Натальи Жуковой, Виктории Чмилите и Катерины Лагно. Результаты предварительного этапа (круговая система, два круга): 1. Костенюк — 5½ из 6; 2. Лагно — 4; 3. Чмилите — 2; 4. Жукова — ½. В финальном матче Костенюк победила Лагно 2½:1½ и сохранила звание чемпионки мира, а в матче за третье место Чмилите одолела Жукову со счётом 3:1.
- В 2009 году по системе, опробованной двумя годами ранее, прошёл 7-й чемпионат мира, ставший последним из проведённых в Майнце. Участие приняли: действующий чемпион мира Левон Аронян, победитель опен-турнира 2007 г. Виктор Бологан, победитель опен-турнира 2008 г. Хикару Накамура и сопобедитель того же опена Сергей Мовсесян.
Результаты предварительного этапа (круговая система, два круга): 1-2. Накамура, Аронян — по 4 из 6; 3-4. Мовсесян, Бологан — по 2. Победив в финальном матче Ароняна со счётом 3½:½, новым, четвёртым чемпионом мира по шахматам-960 стал Хикару Накамура. Второе место у Ароняна, третье занял Мовсесян, обыгравший Бологана 2½:1½.
Последний опен-турнир по шахматам-960 в рамках Chess Classic выиграл Александр Грищук.
- В 2011 году в Сент-Луисском шахматном клубе (США, штат Миссури) проведён двухкруговой матч-турнир по схевенингенской системе «Короли против королев»[35] (Kings vs Queens). Один из двух кругов игрался с рапид-контролем в шахматы Фишера, другой — в обычный рапид. Лучшим игроком в личном зачёте стал Накамура, выигравший все 5 партий в шахматы Фишера, а в обычном рапиде набравший 4½ из 5.
- В 2014 году в Москве c 21 по 22 февраля прошёл тренировочный круговой рапид-турнир по шахматам Фишера с участием нескольких известных российских гроссмейстеров и юных шахматистов[36][37].
В том же 2014 году Кубок Синкфилда (состязание ведущих шахматистов мира на призы американского бизнесмена Рекса Синкфилда) в Сент-Луисском шахматном клубе завершился 9 сентября показательным матчем из 6 рапид-партий в шахматы Фишера («Ultimate Showdown») между двумя асами шахмат Фишера — Ароняном и Накамурой. Накамура победил со счётом 3½:2½[38].
- В 2015 году в рамках Saint Louis Showdown[39] в Сент-Луисском шахматном клубе состоялись 2 матча по шахматам Фишера с рапид-контролем «20 минут +10 секунд на ход»: Хикару Накамура — Фабиано Каруана (2½:1½) и Хоу Ифань — Паримарджан Неги (3½:½)[40]. В программе соревнования были также обычные (рапид/блиц) и «баскские» шахматы.
- В 2018 году после многолетнего перерыва возобновилась традиция чемпионатов мира. В норвежском центре искусств Хени-Унстад (расположенном в окрестностях Осло) Магнус Карлсен выиграл матч у Хикару Накамуры со счётом 14:10 и стал новым чемпионом[41][42]. Матч проходил с 9 по 13 февраля и состоял из 16 партий: 8 поединков с контролем времени «45 минут на 40 ходов + 15 минут до конца партии, без добавления» и 8 блицпартий «10 минут + 5 секунд на ход». Рапид-партии имели в два раза больший вес, чем блицпартии (за выигрыш рапид-партии давалось 2 очка, блицпартии — 1 очко). В норвежском матче вновь, как и до 2002 года, было задействовано название «Фишер-рэндом» вместо «шахмат-960»[43].
В том же 2018 году с 11 по 14 сентября в Сент-Луисском шахматном клубе одновременно прошли пять матчей в шахматы Фишера между персонально приглашёнными ведущими шахматистами мира (включая Гарри Каспарова) под общим названием Champions Showdown. Каждый матч состоял из 6 рапид-партий и 14 блицпартий. Как и на чемпионате мира в Норвегии, рапид-партии имели в два раза больший вес, чем блицпартии (за выигрыш рапид-партии давалось 2 очка, в блице — 1 очко). Общий призовой фонд матчей составил $250,000[44]. Результаты: Каспаров — Топалов 11½:14½, Накамура — Свидлер 14:12, Со — Гири 14½:11½, Шенкленд — Вашье-Лаграв 8½:17½, Аронян — Домингес 17½:8½.
- В 2019 году состоялся первый чемпионат мира по шахматам Фишера под эгидой ФИДЕ[45][46]. Он проходил по сложной экспериментальной системе[47]: многоступенчатая отборочная стадия проводилась онлайн c апреля по октябрь 2019 г. на портале Chess.com с рапид- и блиц-контролем времени, а финальная стадия (полуфиналы, финал и матч за третье место) прошла с 27 октября по 2 ноября в Норвегии в центре искусств Хени-Унстад — там же, где в предыдущем году игрался матч Карлсен — Накамура. Общий призовой фонд чемпионата мира ФИДЕ составил $375,000. В финальной стадии использовались несколько различных контролей времени («медленный рапид», «быстрый рапид», блиц, «армагеддон») с дифференцированной системой подсчёта очков в зависимости от контроля.
В полуфинале действующий чемпион Магнус Карлсен (допущенный организаторами без отбора) обыграл Фабиано Каруану, а Уэсли Со — Яна Непомнящего. В финальном матче Уэсли Со разгромил Карлсена со счётом 13½:2½ (в переводе на традиционную систему подсчёта — 3½:½ в «медленный рапид» и 1½:½ в «быстрый рапид», итого 5:1) и стал новым чемпионом мира по шахматам Фишера. Серебряную медаль, соответственно, получил Магнус Карлсен, а бронзу завоевал Ян Непомнящий, уверенно победивший в матче за третье место Каруану со счётом 12½:5½.[48]
Также в 2019 году со 2 по 4 сентября в Сент-Луисском шахматном клубе был проведён второй Champions Showdown[49]. Формат соревнования был аналогичен прошлогоднему, но участников было 8 вместо 10, а для шахмат Фишера было в очередной раз придумано новое название — Chess 9LX (где LX — число 60, записанное римскими цифрами). Общий призовой фонд составил $200,000. Результаты матчей[50]: Каруана — Каспаров 19:7, Со — Топалов 18:8, Домингес — Свидлер 10½:15½, Накамура — Аронян 14½:11½.
- В 2020 году Champions Showdown в Сент-Луисе впервые представлял собой полноценный рапид-турнир вместо отдельных матчей, что, безусловно, добавило спортивной интриги, несмотря на то, что ввиду пандемии COVID-19 организаторам пришлось провести турнир в режиме онлайн (на портале Lichess.org). Также, в отличие от соревнований двух предыдущих лет и от финальной стадии чемпионата мира в Норвегии, начальная позиция определялась всего за три минуты до начала партии[51], то есть участники не имели возможности подготовить дебют с компьютером или секундантом. 10 игроков (Магнус Карлсен, Фабиано Каруана, Гарри Каспаров, Максим Вашье-Лаграв, Уэсли Со, Леньер Домингес, Пётр Свидлер, Хикару Накамура, Левон Аронян и Алиреза Фирузджа) соревновались с 11 по 13 сентября по круговой системе в один круг с контролем времени «20 минут + 10 секунд на ход»[52].
Призовой фонд турнира составил $150,000. Первенство разделили Карлсен и Накамура, на пол-очка от которых отстали Аронян и Каруана. Примечательной стала встреча Карлсена и Каспарова в турнирной партии впервые с 2004 года[53], которая закончилась вничью.
- В 2021 году Champions Showdown снова представлял собой рапид-турнир в 9 туров, на сей раз в очном формате и с чуть более быстрым контролем, чем годом ранее — «20 минут + 5 секунд на ход»[54]. Соревнование прошло с 8 по 10 сентября в шахматном клубе Сент-Луиса. Начальная позиция объявлялась за 15 минут до начала партии, и участники могли обсудить её между собой до начала игры, но компьютерная и другая посторонняя помощь в подготовке не разрешалась. Призовой фонд, как и в 2020 году, равнялся $150,000. Состав участников: Уэсли Со, Левон Аронян, Хикару Накамура, Фабиано Каруана, Гарри Каспаров, Пётр Свидлер, Максим Вашье-Лаграв, Леньер Домингес, Шахрияр Мамедьяров, Сэм Шенкленд.
Победителем стал Леньер Домингес, набравший 6 очков из 9. 2-4 места разделили Со, Шенкленд и Вашье-Лаграв (по 5,5 очков), а 5-е место с 5 очками из 9 занял 58-летний Гарри Каспаров, который после турнира признался: «Шахматы-960 однозначно подходят мне намного больше. Не нужно ничего повторять, тратить на это время… можно просто прийти и играть».[55]
- В 2022 году Champions Showdown прошёл в Сент-Луисе с 14 по 16 сентября в том же очном формате, что и годом ранее[56]. Призовой фонд также остался прежним — $150,000. Во главе турнирной таблицы встали Фабиано Каруана и Алиреза Фирузджа, набравшие по 6,5 очков из 9, затем в дополнительных партиях Каруана обыграл Фирузджу и стал победителем турнира[57]. 3-4 места разделили Ян Непомнящий и Шахрияр Мамедъяров (по 6 очков из 9).
Главным же событием года в рамках фишеровских шахмат стал второй чемпионат мира ФИДЕ[11][58]. Как и в 2019 году, очному финальному турниру предшествовал многоступенчатый онлайн-отбор, проводившийся на порталах Lichess.org и Chess.com с различными блиц- и рапид-контролями (в зависимости от отборочной стадии). Финал восьмерых состоялся в столице Исландии Рейкьявике с 25 по 30 октября 2022 г. Контроль времени в финале был более быстрым, чем тремя годами ранее — 25 минут на первые 30 ходов без инкремента, с последующим добавлением каждому 5 минут до конца партии и инкрементом 5 секунд на ход, начиная с 31-го. Данный контроль по классификации ФИДЕ относится к рапиду, или быстрым шахматам[59]; то есть чемпионат мира 2022 г. правильнее было бы называть «чемпионатом мира по быстрым шахматам Фишера».
Организация отборочной стадии оставляла желать лучшего: регламент чемпионата мира опубликовали всего за два дня до начала отборов[60][61][62], а суммарный призовой фонд отборочной стадии составил всего $10,000, что в 40 раз меньше, чем призовой фонд финальной стадии ($400,000). При этом разыгрывалось всего четыре выходящих места — из восьмерых участников финала четверо были допущены без отбора: Магнус Карлсен (как чемпион мира по классическим шахматам на тот момент), Уэсли Со (как чемпион мира по шахматам Фишера на тот момент), Ян Непомнящий (wild card от президента ФИДЕ) и исландец Хьорвар-Стейн Гретарссон (wild card от проводящей страны).
Новым чемпионом мира, повторив свой успех в Майнце 13-летней давности, стал американец Хикару Накамура — в решающем матче он одолел Яна Непомнящего, ставшего серебряным призёром, со счётом 3:2 (2:2 по основным партиям и победа в «армагеддоне»)[63]. Третье место занял Магнус Карлсен (вновь, как и в 2019 году, не сумевший добиться полного успеха), четвёртое — у Нодирбека Абдусатторова, пятое — у Владимира Федосеева. Лишь на 6-м месте остался чемпион мира 2019 года Уэсли Со; 7-е место — у Матиаса Блюбаума, 8-е — у Хьорвара-Стейна Гретарссона.